# Patrick Ryan (atleta)
Patrick James Ryan, conhecido por Paddy Ryan (Limerick, 4 de janeiro de 1881 – Limerick, 13 de fevereiro de 1964), foi um atleta irlandês naturalizado americano, campeão olímpico do lançamento do martelo. Sua vitória em Antuérpia 1920 foi a de maior margem de vantagem para o segundo colocado na história dos Jogos Olímpicos. Em 1913, ele conseguiu um recorde mundial que permaneceu imbatível por 25 anos e foi o recorde norte-americano da modalidade por 40 anos, até 1953.
Fez parte do grupo de irlandeses-americanos lançadores de martelo conhecidos como Irish Whales (Baleias Irlandesas), grupo de atletas irlandeses radicados nos Estados Unidos, quase todos policiais em Nova York, que dominaram as modalidades de atletismo de campo nas primeiras duas décadas do século XX.

## Biografia
Ryan venceu sua primeira competição em 1902, na Irlanda, aos 21 anos, derrotando então o campeão olímpico do decatlo em St. Louis 1904, Thomas Kiely. Em 1910, emigrou para os Estados Unidos e três anos depois ganhou o campeonato nacional; a partir deste ano, com exceção de 1918 quando ele se encontrava na Europa lutando na I Guerra Mundial, ganhou todos os títulos nacionais até 1921, quando se retirou do esporte.
Em Nova York, ele primeiro trabalhou como capataz de obras até entrar para a polícia, como vários de seus compatriotas imigrados e também passou a integrar os clubes esportivos da cidade. Ryan não pode participar de Estocolmo 1912 por não ter ainda conseguido cidadania americana. No ano seguinte, competindo num torneio curiosamente chamado Eccentric Fireman’s Games (Jogos dos Bombeiros Excêntricos), ele conquistou o primeiro recorde mundial oficial da IAAF, fundada poucos meses antes, com a marca de 57.77m, que permaneceu como recorde mundial por 25 anos e recorde americano por quarenta.
Em Antuérpia 1920 "Paddy" teve finalmente sua chance de competir nos Jogos e venceu o lançamento do martelo com a maior margem de diferença até hoje para o segundo colocado, quase cinco metros. Ainda em Estocolmo ele conquistou a medalha de prata no lançamento de peso de 25 kg, modalidade do atletismo que só existiu nesses Jogos, perdendo o ouro para outro irlandês-americano  dos Irish Whales, Patrick McDonald.
Em 1924 ele voltou para a Irlanda para cuidar dos negócios da pequena fazenda de sua família e lá morreu, aos 83 anos, na mesma cidade onde nasceu, Limerick.